# Pahost (rejon orszański)
Pahost (biał. Пагост; ros. Погост, Pogost) – wieś na Białorusi, w obwodzie witebskim, w rejonie orszańskim, w sielsowiecie Zadrouje, nad rzeką Adrou.
W pobliżu znajduje się przystanek kolejowy Sonieczny, położony na linii Moskwa – Mińsk – Brześć.